# Aéroport de Bellingham
Pour les articles homonymes, voir BLI.
L'aéroport de Bellingham, (code IATA : BLI • code OACI : KBLI) est un aéroport desservant la ville de Bellingham, dans l’État de Washington, aux États-Unis.

## Situation
| \| 50 km1:5 973 000 \| Yakima Anacortes Bellingham Friday · Harbor Port · Angeles Tri-Cities Pullman · Moscow Boeing-King Seattle · Tacoma Spokane Walla Walla Wenatchee · Pangborn Paine |
| 50 km1:5 973 000 |

## Statistiques
Pour des raisons techniques, il est temporairement impossible d'afficher le graphique qui aurait dû être présenté ici.

Voir la requête brute et les sources sur Wikidata.